# 拔子林
拔子林，原寫為拔仔林，是臺灣臺南市官田區的一個傳統地域名稱，位於該區西南部。相較於今日行政區，其範圍大致為渡拔里西北部。

## 歷史
台灣日治初期，拔子林地區為一街庄，稱為「拔仔林庄」，隸屬於赤山堡。昔日該庄西北與番仔田庄為鄰，東北與官佃庄為鄰，東南與番仔渡頭庄為鄰，西南邊隔曾文溪與東勢藔庄為界，西邊為西庄。
1901年（日治明治三十四年）11月，全台設置二十廳，該庄隸屬於鹽水港廳。1903年（明治三十六年）6月，該庄編入「官佃區」，隸屬於鹽水港廳。1909年（明治四十二年）10月，合併二十廳為十二廳，官佃區改隸屬於臺南廳。1920年（大正九年），廢十二廳改設五州二廳，該庄改制並雅化為「拔子林」大字，隸屬於臺南州曾文郡官田庄。
戰後官田庄改制為官田鄉，隸屬於臺南縣，大字亦改制為村。1950年雲、嘉、南分治，官田鄉仍隸屬於臺南縣。2010年12月25日，因臺南縣市合併為直轄市臺南市，官田鄉改制為官田區，村亦改制為里。

## 聚落
本地區發展較早的聚落為拔仔林，在日治期初期的官方地圖上已有記載。

## 交通

### 鐵路
- 台鐵縱貫線
  - 拔林車站

### 公路
省道台84線又稱「東西向快速公路－北門玉井線」，經過本地區南部近邊界地帶。離本地區最近的交流道在西側為市道171甲線、市道171乙線共線路段南端的西庄交流道，由此西行可快速前往麻豆區/下營區交界地帶、國道1號下營系統交流道、學甲區、北門區蚵寮地區，並止於省道台61線（西部濱海快速公路）北門交流道；在東側為省道台1線路口的渡頭交流道，由此東行可快速前往國道3號官田系統交流道、大內區、玉井區等地。
市道171號是北門區北門至官田區烏山頭的道路。
市道171乙線是西庄至渡頭的道路。
區道南65線是隆田至拔仔林的道路。

## 學校
- 渡拔國小

## 公務機構
- 拔林派出所